# Henri Druey
Henri Druey (ur. 12 kwietnia 1799 w Faoug, zm. 29 marca 1855 w Bernie) – szwajcarski mąż stanu, w 1845 był kierownikiem rządu tymczasowego, a w 1850 – prezydentem Związku.